# Joseph Malins
Joseph Malins, född 1844, död 1926 i Birmingham, Worcester, var en förgrundsgestalt inom IOGT. Malins kom från arbetarklassmiljö i Birmingham. Han emigrerade till USA 1866 men var tillbaka i hemstaden redan ett par år senare. Han hade då blivit medlem i IOGT och började genast värva nya medlemmar och etablera loger i England. Dock kom han snart i konflikt med den amerikanska moderorganisationen. Den hade ingen förståelse för Malins positiva syn på integrering av svarta medlemmar, och var också skeptisk mot hans plädering för ett mer sekulärt arbetssätt.
1876 sprängdes organisationen i två konkurrerande stor-loger. Malins blev inofficiell ledare för utbrytargruppen the Right Worthy Grand Lodge of the World (RWGLW). Eftersom Malins var engelsman kom hans storloge att kallas "den engelska" och hans anhängare för maliniter, medan medlemmarna i "den amerikanska storlogen" kallades hickmaniter efter sin ledare John J Hickman. Båda falangerna var representerade i Sverige. Inte förrän 1887 återförenades de båda storlogerna till en International Supreme Lodge of IOGT, och då var det i princip Malins linje i medlemsfrågan som vann.